# Ахтанизовская
Ахтани́зовская — станица в Темрюкском районе Краснодарского края. Административный центр Ахтанизовского сельского поселения.

## География
Расположена на Таманском полуострове, на западном берегу пресного Ахтанизовского лимана, в 20 км к западу от города Темрюк.

## История
Станица основана в 1812 году переселёнными на Кубань днепровскими казаками. Входила в Таманский отдел Кубанской области.
В конце XIX — начале XX века на страницах Энциклопедического словаря Брокгауза и Ефрона этот населённый пункт описывался следующим образом:

«Ахтанизовская станица — Кубанской об. Темрюк. уезде, при Ахтанизовском лимане, в 25 в. от уездного г. Дворов 216, жит. 2151, исключительно малороссы, правосл. церковь, почт. станц., мужская школа, пристань нефтяного промысла, больница, 7 лавок, 8 мукомольных мельниц, войсковой мост и гребля с деревянным водопроводным мостом».

## Население
| 2002 | 2010  | 2021  |
| ---- | ----- | ----- |
| 3299 | ↘3254 | ↗3507 |

## Достопримечательности
- Ахтанизовский лиман
- Ахтанизовская блевака

## Известные уроженцы
- Батурин Григорий Николаевич (1880—1925) — советский военный деятель, активный участник Гражданской войны, начальник штаба 50-й Таманской дивизии.
- Прийма Константин Иванович (1912—1991) — советский литературовед.
- Прийма Фёдор Яковлевич (1909—1993)— советский литературовед и фольклорист.